# سنت (پیامبر اسلام)
واژه سنت ((به عربی: سنة)، جمع سنن عربی) از ریشه (سن عربی) به معنای جریان ملایم و روان [آب] یا مسیر مستقیم شارش است. معنای عینی واژه مسیر مشخص و به خوبی پیموده است. سنت هنگام بحث منابع دین اسلام، سیره‌ای است محمد پیامبر آموزش می‌داد و به عنوان معلم و بهترین نمونه شریعت عملاً اجرا می‌کرد. بنا بر باورهای اسلامی، برای اجرای احکام دین و مناسک دینی و شکل دادن زندگی در تطبیق با خواست خدا تمسک به این شیوه لازم است. قرآن یکی از وظایف پیامبر به عنوان فرستاده خدا را اجرای این اعمال می‌داند.
در دین اسلام و منابع دینی، سنت به سنت محمد امین پیامبر اسلام گفته می‌شود و به معنای تمامی رفتارها و گفتارهایی است که در حضور و زمان ایشان انجام می‌شده و نهی از آن نفرموده است.
در مذهب شیعه، علاوه بر پیامبر اسلام، امامان شیعه نیز داخل تعریف سنت دانسته شده‌اند.
در مجموع؛ سنّت در اصطلاح شیعیان یعنی گفتار و کردار و تقریرِ چهارده معصوم و در اصطلاح اهل سنّت یعنی گفتار و کردار و تقریرِ پیامبر. گفتار به معنای قول چهارده معصوم و کردار به‌معنای عمل و رفتار چهارده معصوم است. تقریر به‌معنای سکوتی است که علامت رضایت باشد.

## پیوند بیرون
- The Meaning of "Sunna" in the Qur’an, Qur'anic Studies
- Sunnah and Hadith, Center For Muslim-Jewish Engagement